# Ependes FR
| FR ist das Kürzel für den Kanton Freiburg in der Schweiz. Es wird verwendet, um Verwechslungen mit anderen Einträgen des Namens Ependes zu vermeiden. |

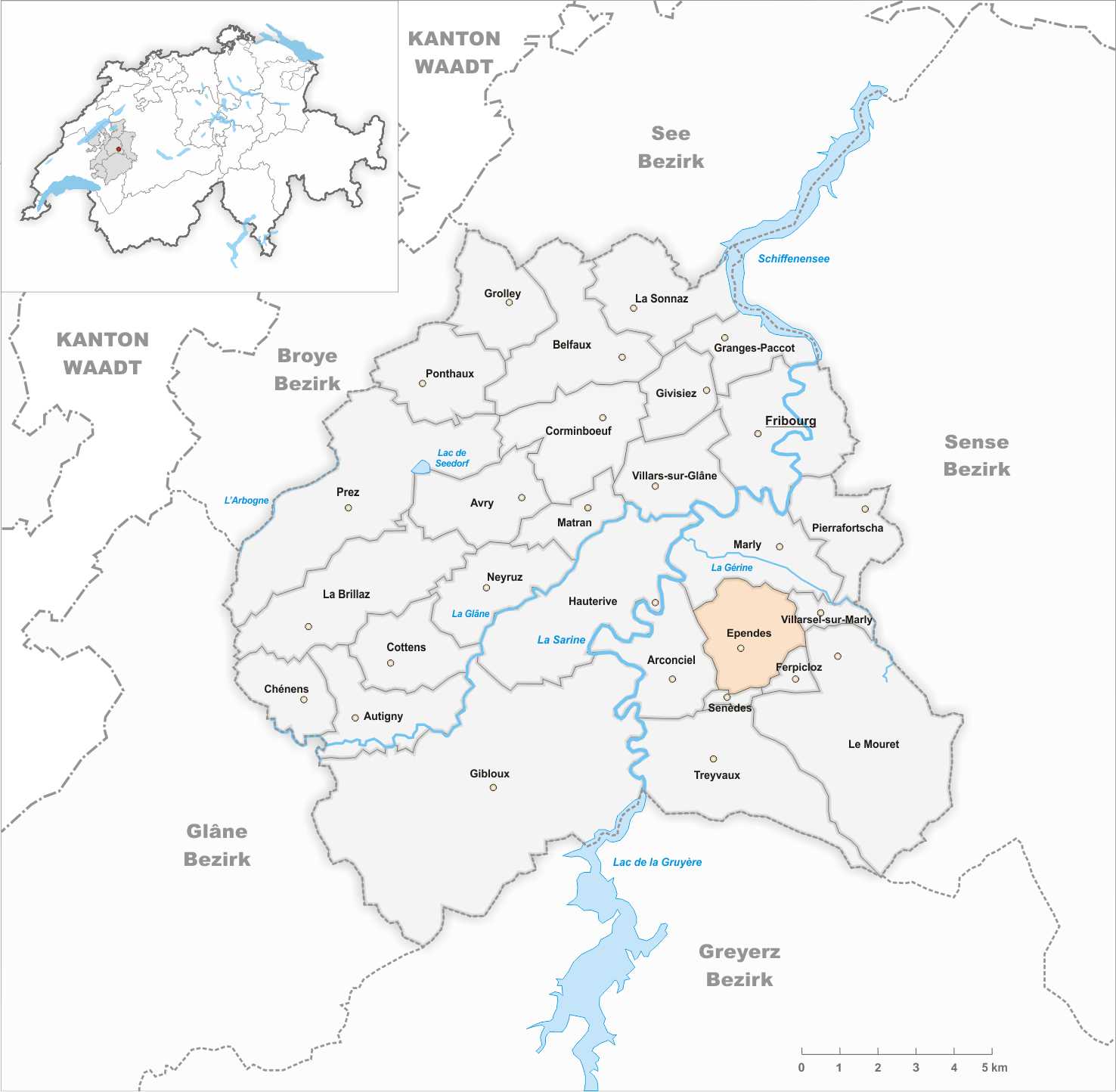
Gemeindestand vor der Fusion am 1. Januar 2021

Ependes (Freiburger Patois Epindèⓘ) ist eine Ortschaft in der Gemeinde Bois-d’Amont im Schweizer Kanton Freiburg. Der frühere deutsche Ortsname Spinz wird heute nicht mehr verwendet. Am 1. Januar 2021 fusionierte Ependes mit den damaligen Gemeinden Arconciel und Senèdes zur neuen Gemeinde Bois-d’Amont.

## Geographie
Ependes liegt auf 751 m ü. M., 6 km südlich der Kantonshauptstadt Freiburg (Luftlinie). Das Dorf erstreckt sich an aussichtsreicher Lage auf einem Geländevorsprung am Nordhang des Bois d'Amont, östlich des Saanegrabens im voralpinen Hügelgebiet, im Freiburger Mittelland.
Die Fläche des 5,6 km² grossen Gemeindegebiets umfasste einen Abschnitt des höheren Freiburger Mittellandes nahe dem Alpennordrand. Das Gebiet wird vom Ruisseau de Copy mit seinen zwei Quellbächen nach Norden zur Ärgera (französisch: Gérine) entwässert. Der Gemeindeboden erstreckt sich von der südlichen Talflanke der Ärgera mit den Waldhöhen Bois de Monteynan und Vers le Bois (740 m ü. M.) südwärts über ein kleines Hochplateau und den sanft ansteigenden Hang von Ependes bis auf den Hügel Bois d'Amont, auf dem mit 864 m ü. M. der höchste Punkt der Gemeinde erreicht wird, und in die Talmulde von Senèdes. Von der Gemeindefläche entfielen 1997 9 % auf Siedlungen, 23 % auf Wald und Gehölze und 68 % auf Landwirtschaft.
Zur einstigen Gemeinde Ependes gehörten das Dorf Sales (710 m ü. M.) auf dem Plateau nordöstlich des Dorfes, der Weiler Le Petit-Ependes (679 m ü. M.) ebenfalls auf dem Plateau sowie zahlreiche Einzelhöfe.

## Bevölkerung
Mit 1118 Einwohnern (Stand 31. Dezember 2020) gehört Ependes zu den mittelgrossen Gemeinden des Kantons Freiburg. Von den Bewohnern sind 87,7 % französischsprachig, 9,3 % deutschsprachig und 0,5 % sprechen Portugiesisch (Stand 2000). Die Bevölkerungszahl von Ependes belief sich 1920 auf 542 Einwohner. Im Verlauf des 20. Jahrhunderts nahm die Bevölkerung bis 1960 auf 479 Personen ab. Seither wurde wieder ein deutliches Bevölkerungswachstum verbunden mit einer Verdoppelung der Einwohnerzahl innerhalb von 40 Jahren verzeichnet.
Einwohnerzahlen: Volkszählungsdaten   Zahlen inkl. Sales (Eingemeindung 1977)

## Wirtschaft
Ependes war bis in die zweite Hälfte des 20. Jahrhunderts ein vorwiegend durch die Landwirtschaft geprägtes Dorf. Bei Copy befand sich früher eine Mühle. Noch heute haben der Ackerbau, der Obstbau, die Milchwirtschaft und die Viehzucht einen wichtigen Stellenwert in der Erwerbsstruktur der Bevölkerung. Weitere Arbeitsplätze sind im lokalen Kleingewerbe und im Dienstleistungssektor vorhanden, unter anderem in Betrieben des Metallbaus und der Fensterfabrikation. Seit 1977 verfügt Ependes über eine Sternwarte. In den letzten Jahrzehnten hat sich das Dorf dank seiner attraktiven Lage zu einer Wohngemeinde entwickelt. Viele Erwerbstätige sind deshalb Wegpendler, die hauptsächlich in der Region Freiburg arbeiten.

## Verkehr
Die Gemeinde liegt abseits der grösseren Durchgangsstrassen an einer Verbindungsstrasse von Corpataux nach Marly. Durch eine Buslinie der Transports publics Fribourgeois, die von Freiburg nach Treyvaux führt, ist Ependes an das Netz des öffentlichen Verkehrs angeschlossen.

## Geschichte
Das Gemeindegebiet von Ependes war schon früh besiedelt, was durch die Überreste von Fundamenten eines römischen Gutshofes nachgewiesen werden konnte. Hier wurden zahlreiche Fundgegenstände aus der Zeit des 1. Jahrhunderts nach Christus ausgegraben.
Die erste urkundliche Erwähnung des Ortes erfolgte 1142 unter dem Namen Spindis. Später erschienen die Bezeichnungen Espindes (1163), Ispindes, Espinnes (1174), Espindis (1180), Pindes (1198), Spindes (1251), Espines, Espignes (1354) und Spins (1356). Der Ortsname ist vom lateinischen Wort spinas (Distel) abgeleitet.
Ependes bildete seit dem Mittelalter eine eigene kleine Herrschaft, die als Lehen den Herren von Arconciel unterstand. Nach dem Erlöschen der Adelsfamilie von Ependes gab es zahlreiche Besitzerwechsel. Auch die Abtei Hauterive hatte reichen Grundbesitz auf dem Gemeindegebiet. Spätestens 1442 kam Ependes unter die Herrschaft von Freiburg und wurde der Alten Landschaft (Burgpanner) zugeordnet. Nach dem Zusammenbruch des Ancien Régime (1798) gehörte das Dorf während der Helvetik zum Bezirk La Roche und ab 1803 zum Bezirk Freiburg, bevor es 1848 mit der neuen Kantonsverfassung in den Saanebezirk eingegliedert wurde. Am 1. Januar 1977 wurde die bis dahin selbständige Gemeinde Sales nach Ependes eingemeindet.

## Sehenswürdigkeiten
Seit 1417 ist die Kirche Saint-Etienne erwähnt, die im 17. Jahrhundert umfassend restauriert wurde und 1933 abbrannte. Der Neubau stammt von 1935. Auf dem Gebiet von Ependes gibt es mehrere Landsitze (aufgeführt im Schweizerischen Kulturgüterinventar), darunter das Schloss de Lanther (erbaut 1532) sowie das Herrenhaus d'Odet und der Landsitz Wild (beide erbaut Ende 17. Jahrhundert).